# Commissione per la Supervisione e l'Amministrazione delle Attività Statali
La Commissione per la supervisione e l'amministrazione dei beni di proprietà dello Stato del Consiglio di Stato (SASAC) è una commissione speciale della Repubblica popolare cinese, direttamente sotto il Consiglio di Stato. È stata fondata nel 2003 attraverso il consolidamento di vari altri ministeri specifici del settore. SASAC è responsabile della gestione delle SOE (State-Owned Enterprises, imprese di proprietà statale), inclusa la nomina di alti dirigenti e l'approvazione di eventuali fusioni o vendite di azioni o asset, nonché la redazione di leggi relative alle imprese di proprietà statale.
A partire dal 2017, le sue società avevano un patrimonio complessivo di CN ¥ 161 trilioni ($ 26 trilioni), entrate superiori a CN ¥ 23,4 trilioni ($ 3,5 trilioni) e un valore azionario stimato di CN ¥ 50 trilioni ($ 7,5 trilioni), rendendola la più grande entità economica del mondo.

## SOE centrali
SASAC attualmente supervisiona più di 90 società centrali di proprietà statale. Le società sotto la supervisione diretta di SASAC vengono continuamente ridotte tramite fusioni secondo il piano di ristrutturazione delle imprese di proprietà statale con il numero di società SASAC sceso da oltre 150 nel 2008.
| #  | Nome in inglese                                                       | Nome cinese                                |
| -- | --------------------------------------------------------------------- | ------------------------------------------ |
| 1  | State Power Investment Corporation                                    | 国家电力投资集团公司                       |
| 2  | China Aerospace Science and Technology Corporation                    | 中国航天科技集团公司                       |
| 3  | China Aerospace Science and Industry Corporation                      | 中国航天科工集团公司                       |
| 4  | Aviation Industry Corporation of China                                | 中国航空工业集团公司                       |
| 5  | China State Shipbuilding Corporation                                  | 中国船舶工业集团公司                       |
| 6  | China North Industries Group Corporation                              | 中国兵器工业集团公司                       |
| 7  | China South Industries Group Corporation                              | 中国兵器装备集团公司                       |
| 8  | China Electronics Technology Group                                    | 中国电子科技集团公司                       |
| 9  | Aero Engine Corporation of China                                      | 中国航空发动机集团有限公司                 |
| 10 | China National Petroleum Corporation                                  | 中国石油天然气集团公司                     |
| 11 | China Petrochemical Corporation                                       | 中国石油化工集团公司                       |
| 12 | China National Offshore Oil Corporation                               | 中国海洋石油集团有限公司                   |
| 13 | State Grid Corporation of China                                       | 国家电网公司                               |
| 14 | China Southern Power Grid                                             | 中国南方电网有限责任公司                   |
| 15 | China Huaneng Group                                                   | 中国华能集团公司                           |
| 16 | China Datang Corporation                                              | 中国大唐集团公司                           |
| 17 | China Huadian Corporation                                             | 中国华电集团公司                           |
| 18 | China Three Gorges Corporation                                        | 中国长江三峡集团公司                       |
| 19 | China Energy Investment Corporation                                   | 国家能源投资集团有限责任公司               |
| 20 | China Telecommunications Corporation                                  | 中国电信集团公司                           |
| 21 | China United Network Communications Group                             | 中国联合网络通信集团有限公司               |
| 22 | China Mobile Communications Corporation                               | 中国移动通信集团公司                       |
| 23 | China Electronics Corporation                                         | 中国电子信息产业集团有限公司               |
| 24 | FAW Group                                                             | 中国第一汽车集团公司                       |
| 25 | Dongfeng Motor Corporation                                            | 东风汽车公司                               |
| 26 | China First Heavy Industries                                          | 中国一重集团有限公司                       |
| 27 | Sinomach                                                              | 中国机械工业集团有限公司                   |
| 28 | Harbin Electric Corporation                                           | 哈尔滨电气集团公司                         |
| 29 | Dongfang Electric Corporation                                         | 中国东方电气集团有限公司                   |
| 30 | Ansteel Group                                                         | 鞍钢集团公司                               |
| 31 | Baosteel Group                                                        | 中国宝武钢铁集团有限公司                   |
| 32 | Aluminum Corporation of China                                         | 中国铝业公司                               |
| 33 | China COSCO Shipping                                                  | 中国远洋海运集团有限公司                   |
| 34 | China National Aviation Holding                                       | 中国航空集团公司                           |
| 35 | China Eastern Airlines Group                                          | 中国东方航空集团公司                       |
| 36 | China Southern Air Holding                                            | 中国南方航空集团公司                       |
| 37 | Sinochem Group                                                        | 中国中化集团公司                           |
| 38 | COFCO Group                                                           | 中粮集团有限公司                           |
| 39 | China Minmetals Corporation                                           | 中国五矿集团公司                           |
| 40 | China General Technology Group                                        | 中国通用技术（集团）控股有限责任公司       |
| 41 | China State Construction Engineering Corporation                      | 中国建筑工程总公司                         |
| 42 | China Grain Reserves Corporation                                      | 中国储备粮管理集团有限公司                 |
| 43 | State Development &amp; Investment Corporation                        | 国家开发投资公司                           |
| 44 | China Merchants Group                                                 | 招商局集团有限公司                         |
| 45 | China Resources                                                       | 华润（集团）有限公司                       |
| 46 | China Travel Service (Hong Kong)                                      | 中国旅游集团公司[香港中旅（集团）有限公司] |
| 47 | Commercial Aircraft Corporation of China                              | 中国商用飞机有限责任公司                   |
| 48 | China Energy Conservation and Environmental Protection Group          | 中国节能环保集团公司                       |
| 49 | China International Engineering Consulting Corporation                | 中国国际工程咨询公司                       |
| 50 | China Chengtong Holding Group                                         | 中国诚通控股集团有限公司                   |
| 51 | China National Coal Group                                             | 中国中煤能源集团有限公司                   |
| 52 | China Coal Technology and Engineering Group                           | 中国煤炭科工集团有限公司                   |
| 53 | China Academy of Machinery Science and Technology                     | 机械科学研究总院                           |
| 54 | Sinosteel Corporation                                                 | 中国中钢集团公司                           |
| 55 | China Iron and Steel Research Institute Group                         | 中国钢研科技集团有限公司                   |
| 56 | ChemChina                                                             | 中国化工集团公司                           |
| 57 | China National Chemical Engineering Group                             | 中国化学工程集团公司                       |
| 58 | China National Salt Industry Corporation                              | 中国盐业总公司                             |
| 59 | China National Building Material Group                                | 中国建材集团有限公司                       |
| 60 | China Nonferrous Metal Mining Group                                   | 中国有色矿业集团有限公司                   |
| 61 | General Research Institute for Nonferrous Metals                      | 北京有色金属研究总院                       |
| 62 | General Research Institute of Mining and Metallurgy                   | 北京矿冶研究总院                           |
| 63 | China International Intellectech Corporation                          | 中国国际技术智力合作公司                   |
| 64 | China Academy of Building Research                                    | 中国建筑科学研究院                         |
| 65 | CRRC Group                                                            | 中国中车集团公司                           |
| 66 | China Railway Signal and Communication                                | 中国铁路通信信号集团公司                   |
| 67 | China Railway Engineering Corporation                                 | 中国铁路工程总公司                         |
| 68 | China Railway Construction Corporation                                | 中国铁道建筑总公司                         |
| 69 | China Communications Construction Company                             | 中国交通建设集团有限公司                   |
| 70 | Potevio Group                                                         | 中国普天信息产业集团公司                   |
| 71 | China Academy of Telecommunications Technology (Datang Telecom Group) | 电信科学技术研究院                         |
| 72 | China National Agricultural Development Group                         | 中国农业发展集团有限公司                   |
| 73 | China Silk Corporation                                                | 中国中丝集团公司                           |
| 74 | China Forestry Group                                                  | 中国林业集团公司                           |
| 75 | China National Pharmaceutical Group                                   | 中国医药集团总公司                         |
| 76 | China Poly Group Corporation                                          | 中国保利集团公司                           |
| 77 | China Construction Technology Consulting Corporation                  | 中国建筑设计研究院                         |
| 78 | China Metallurgical Geology Bureau                                    | 中国冶金地质总局                           |
| 79 | China National Administration of Coal Geology                         | 中国煤炭地质总局                           |
| 80 | Xinxing Cathay International Group                                    | 新兴际华集团有限公司                       |
| 81 | TravelSky                                                             | 中国民航信息集团公司                       |
| 82 | China National Aviation Fuel Group                                    | 中国航空油料集团公司                       |
| 83 | China Aviation Supplies Holding                                       | 中国航空器材集团公司                       |
| 84 | Powerchina                                                            | 中国电力建设集团有限公司                   |
| 85 | China Energy Engineering Corporation                                  | 中国能源建设集团有限公司                   |
| 86 | China National Gold Group Corporation                                 | 中国黄金集团公司                           |
| 87 | China General Nuclear Power Group                                     | 中国广核集团有限公司                       |
| 88 | China Hualu Group                                                     | 中国华录集团有限公司                       |
| 89 | Nokia-Sbell                                                           | 上海诺基亚贝尔股份有限公司                 |
| 90 | FiberHome Technologies Group                                          | 武汉邮电科学研究院 (烽火科技集团)          |
| 91 | Overseas Chinese Town Enterprises                                     | 华侨城集团公司                             |
| 92 | Nam Kwong Group                                                       | 南光（集团）有限公司[中国南光集团有限公司] |
| 93 | XD Group                                                              | 中国西电集团公司                           |
| 94 | China Railway Materials                                               | 中国铁路物资（集团）总公司                 |
| 95 | China Reform Holdings                                                 | 中国国新控股有限责任公司                   |

## Istituzioni affiliate al SASAC
- Centro informazioni
- Centro di ricerca tecnologica per il lavoro dei pannelli di controllo
- Centro di addestramento
- Centro di ricerca economica
- Casa editrice China Economics
- China Business Executives Academy, Dalian

## Associazioni industriali
Le associazioni industriali affiliate includono:
- China Federation of Industrial Economics (Sito ufficiale)
- China Enterprise Confederation (Sito ufficiale Archiviato il 3 giugno 2020 in Internet Archive.)
- China Association for Quality (Sito ufficiale)
- China Packaging Technology Association (Sito ufficiale Archiviato il 28 ottobre 2006 in Internet Archive.)
- China International Cooperation Association for PMI (Sito ufficiale)
- China General Chamber of Commerce (Sito ufficiale Archiviato il 24 luglio 2013 in Internet Archive.)
- Federazione cinese di logistica e acquisti (Sito ufficiale)
- China Coal Industry Association (Sito ufficiale Archiviato il 1º dicembre 2008 in Internet Archive.)
- China Machinery Industry Federation (Sito ufficiale Archiviato il 5 dicembre 1998 in Internet Archive.)
- China Iron and Steel Association
- China Petroleum and Chemical Industry Association (Sito ufficiale Archiviato il 6 dicembre 2008 in Internet Archive.)
- Associazioni nazionali dell'industria leggera cinese (Sito ufficiale)
- China National Textile Industry Council (Sito ufficiale Archiviato il 4 agosto 2019 in Internet Archive.)
- China Building Materials Industry Association (Sito ufficiale)
- China Nonferrous Metals Industry Association (Sito ufficiale Archiviato il 4 luglio 2019 in Internet Archive.)